# Aaron Brown (Fußballspieler, 2005)
Aaron Brown (* 22. Juli 2005) ist ein schottischer Fußballspieler, der zuletzt beim FC Kilmarnock in der Scottish Premiership unter Vertrag stand.

## Karriere
Aaron Brown spielte von 2014 bis 2023 in den Jugendmannschaften des FC Kilmarnock. Im Februar 2022 unterschrieb er seinen ersten Vertrag als Profi in Kilmarnock. Mit der U-21-Mannschaft der „Killies“ erreichte er in der Saison 2022/23 die dritte Runde im Challenge Cup. Im Januar 2023 wurde der 17-Jährige Brown bis zum Ende der Saison an den schottischen Viertligisten FC Stranraer verliehen. Bei seinem Debüt gegen den FC East Fife erzielte er das dritte Tor für Stranraer zum 3:1-Endstand. Brown absolvierte insgesamt 12 Ligaspiele und traf einmal. Nach seiner Rückkehr nach Kilmarnock verlängerte Brown seinen Vertrag bis 2025. Im Oktober 2023 gab Brown sein Debüt in der ersten Mannschaft in der Scottish Premiership gegen Celtic Glasgow als er bei der 1:3-Niederlage im Celtic Park für Daniel Armstrong eingewechselt wurde. Ohne einen weiteren Einsatz in der Saison für Kilmarnock zu absolvieren, wurde Brown von März bis Mai 2024 an Annan Athletic aus der dritten schottischen Liga verliehen. Für den Verein absolvierte er nur eine Partie als Einwechselspieler gegen den FC Falkirk.